# Hooligans gegen Salafisten
Hooligans gegen Salafisten (Akronym: HoGeSa) ist eine in Deutschland bundesweit agierende, vorwiegend aus der Hooligan-Szene stammende Aktionsgruppe, die sich nach eigenen Angaben gegen den Salafismus in Deutschland wendet. Die bis dahin überwiegend im Internet agierende Gruppierung wurde vor allem durch eine Demonstration am 26. Oktober 2014 in Köln bekannt, an der zwischen 3.000 und 5.000 Personen teilnahmen. Dabei kam es zu massiven Auseinandersetzungen mit der Polizei.

## Gründung
Die Hooligans gegen Salafisten sind keine feste und einheitliche Gruppierung, sondern orientieren sich an dem Konzept der English Defence League, die 2009 von Hooligans gegründet wurde und islamfeindlich eingestellt ist. Teilweise werden Aktionen und Strategien innerhalb der Hooliganszene abgelehnt.
2012 gründete sich das Internet-Netzwerk GnuHoonters, das aus 17 Hooligan-Gruppierungen aus ganz Deutschland bestand. Diese Gruppierung sah zunächst vor allem die eher linksgerichteten Ultra-Gruppen als Feindbilder. Zu den Gründungsmitgliedern zählten von Beginn an rechtsextreme Kader aus ganz Deutschland. Auf Initiative einiger GnuHoonters entstand das Internet-Forum Weil Deutsche sich’s noch trauen, in dem sich etwa 300 Hooligans trafen, die vor allem dem rechtsextremen Lager zuzurechnen sind. In dem Forum entstand der Plan einer Aktionsfront, die sich gegen den Salafismus richtet und Leitfiguren der Salafisten-Szene im Visier hatte, wobei die Planung zwischen legalen und illegalen Aktionen pendelte. Das Ziel war aber, das bürgerliche Lager anzusprechen, insbesondere der islamistische Prediger Pierre Vogel wurde zum Feindbild der Gruppe.
Zu den Gründern im Herbst 2013 zählte auch der V-Mann Roland Sokol, wobei er die Masse der Hooligans als „strohdoof“ einschätzte.
Aus diesem Netzwerk entstand schließlich Anfang 2014 die Initiative Hooligans gegen Salafisten, kurz HoGeSa. Die Gruppe rief vor allem im Internet und auf Facebook gegen Salafisten auf. Die Facebook-Gruppe erreichte dabei einen Personenkreis von 40.000 Anhängern. Die ersten Aktionen wurden gestartet. Bei Kundgebungen von Pierre Vogel tauchten in Mönchengladbach und Mannheim zwischen 100 und 300 Hooligans auf. Zu einer dieser Demos wurde von Christian Hehl aufgerufen, einem bekennenden Neonazi und NPD-Gemeinderatsmitglied in Mannheim.
Am 28. September 2014 fand in Dortmund ein erstes Kennenlernen statt, bei dem sich rund 300 Hooligans trafen. Dabei waren unter anderem Siegfried Borchardt (Die Rechte) sowie der Pro-NRW-Ratsherr Dominik Horst Roeseler anwesend, letzterer diente als Sprecher der Gruppe. Es folgten Kundgebungen in Essen, Mannheim und Nürnberg, die jedoch über 300 Personen nicht hinaus kamen.

## Demonstrationen

### Köln am 26. Oktober 2014

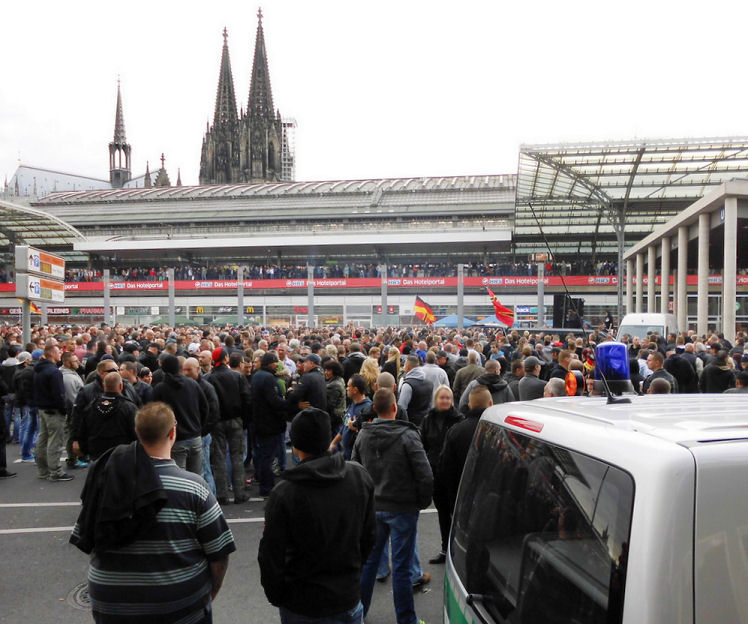
Demonstration in Köln

Für den 26. Oktober 2014 mobilisierte die Gruppe zu einer Demonstration. Gerechnet wurde mit einer Teilnehmerzahl von etwa 1.500 Personen. Diese wurde bei weitem übertroffen, bereits im Internet meldeten sich 6.000 Personen an. Nach Angaben verschiedener Medien handelte es sich letztlich um etwa 3.000 (Spiegel Online) bis 4.800 (Berliner Morgenpost, Focus) Personen. Zunächst versammelte man sich am Kölner Hauptbahnhof, wo eine Kundgebung gegen Salafismus stattfand. Es traten mehrere Redner sowie die Musikgruppe A3stus (bestehend aus Villain051 und R.a.W.) auf. Die Hooligan-Band Kategorie C präsentierte einen Song, den sie extra für die Demo geschrieben hatte. Nach deren Auftritt setzt sich die Menge zu einem Marsch durch Köln in Bewegung.
Schon nach fünf Minuten lösten sich einige aus dem Pulk und stürmten auf vermeintliche Gegendemonstranten los. Daneben wurden ausländerfeindliche und neonazistische Parolen gerufen und mehrfach wurde der Hitlergruß gezeigt. Etwa 1300 Polizisten sahen sich einer Übermacht gewaltbereiter Hooligans gegenüber, konnten den Zug jedoch zunächst zurückdrängen. 300 Meter später wurde die Demonstration aufgelöst, und es kam zu einer Straßenschlacht zwischen den Polizisten und den Hooligans. Es wurden von Seiten der Hooligans Steine, Flaschen und Feuerwerkskörper geworfen, die Polizei reagierte mit Wasserwerfern, Schlagstöcken und Reizgas. Bei den Ausschreitungen wurden 59 Polizisten verletzt und mehrere Polizeiwagen beschädigt. Während der Demonstration wurden 17 verdächtige Personen festgenommen, gegen 57 Personen wurde ein Verfahren wegen Körperverletzung und Landfriedensbruchs eingeleitet.
Die örtliche Polizeitaktik wie die sogenannte, betont defensive „NRW-Linie“ als Vorgabe der Bereitschaftspolizei im Land wurde angesichts der im Vergleich zu Hannover deutlich gewalttätiger verlaufenden Demonstration öffentlich kritisiert. Der damalige Kölner Polizeipräsident Wolfgang Albers berief sich darauf, es habe sich um ein neues, nicht vorhersehbares Phänomen gehandelt. In einem Bericht für den Innenausschuss des Düsseldorfer Landtags wurde einerseits behauptet, die Größe und Gefährlichkeit richtig eingeschätzt zu haben, aber gleichzeitig von der Bereitschaft zur exzessiven und nicht vorhersehbaren Gewaltanwendung gegenüber Polizeibeamten überrascht worden zu sein. Unter anderem der Spiegel nannte Zweifel von Experten an der Taktik, da es weder Vorkontrollen gab, der Platz nicht abgesperrt wurde, ein Alkoholverbot nicht durchgesetzt wurde und keine Spezialkräfte herangeführt wurden. Insgesamt seien deutlich zu wenig Beamte angefordert worden. Spiegel Online zitierte einen der eingesetzten Beamten mit der Behauptung, die eingekesselten Hooligans seien entlassen worden, ohne dass ihre Personalien aufgenommen wurden.

### Nicht durchgeführte Demonstrationen
Angekündigt waren zunächst weitere Demonstrationen in Berlin am 9. November und in Hamburg am 15. November. Im Zuge der Entwicklungen kündigte eine österreichische Gruppe ebenfalls eine Demonstration an. Die für den 15. November unter dem Motto „Europa gegen den Terror des Islamischen Staates“ angekündigte Demonstration in Hamburg wurde aus Angst vor Gegenaktionen der Antifa abgesagt. Die für den 8. November 2014 angemeldete Demo in Aachen, deren Motto „Aachen gegen Salafisten“ lauten sollte, wurde untersagt, da der Anmelder ein T-Shirt mit der Aufschrift HoGeSa trug und man ihm daraufhin, trotz seiner Leugnung, Kontakte zu Rechtsextremen und Hooligans nachweisen konnte. Eine ebenfalls für den 15. November in Berlin mit 10 000 Teilnehmern geplante Demonstration wurde nach Angaben der Polizei unter Verwendung falscher Personalien angemeldet. Geprüft werden soll der Verdacht einer Urkundenfälschung. Die Anmeldung ist somit ungültig. Eine Kundgebung am 19. April 2015 in Karlsruhe wurde ohne Angabe von Gründen und ersatzlos abgesagt.

### Hannover am 15. November 2014

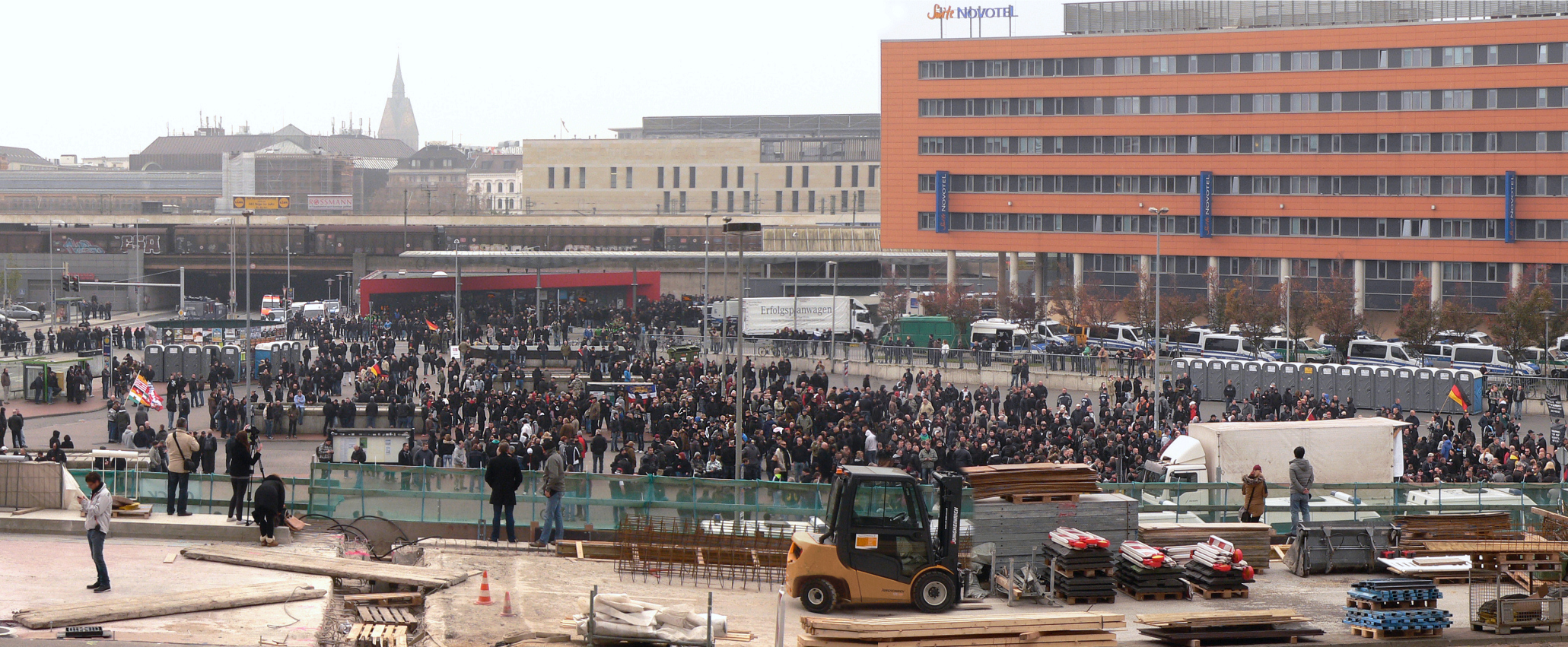
Demonstration in Hannover

Zum 15. November wurde eine Kundgebung in Hannover mit Ausgangspunkt vor dem Hauptbahnhof angemeldet. Die Polizei Hannover untersagte diese Versammlung, da eine Wiederholung der Ereignisse in Köln befürchtet würde. Bereits zuvor hatte der bisherige Versammlungsleiter, ein 44-jähriger Mann aus Niedersachsen, gegen den seit dem 5. November wegen des Verdachts auf Volksverhetzung ermittelt wird, erklärt, nicht mehr als Organisator zur Verfügung zu stehen. Das Verwaltungsgericht Hannover gab einer Beschwerde des Veranstalters am 13. November jedoch teilweise statt und erlaubte die Veranstaltung in der eingeschränkten Form einer stationären Versammlung auf der Fläche des alten Zentralen Omnibusbahnhofs, die aufgrund früher Dunkelheit zudem eine Stunde früher beendet werden müsse als geplant.
Unter dem Motto „Europa gegen den Terror des Islamismus“ fand diese Großveranstaltung der HoGeSa auf dem alten zentralen Omnibusbahnhof in Hannover unter starken Sicherheitsauflagen statt. Zu der Demonstration kamen statt der erwarteten 5000 Teilnehmer nur ca. 3000 Personen. Begleitet wurde die Veranstaltung von rund 6600 Polizeibeamten.
Bei mehreren Gegendemonstrationen nahmen etwa 6000 Personen teil. Demonstranten, teilweise aus dem linken Spektrum, versuchten Polizeibarrikaden zu durchbrechen. Sie warfen dabei Gegenstände und beschädigten ein Polizeifahrzeug. Elf Personen wurden festgenommen. Einen „gezielten Angriff“ gab es laut HAZ auf eine Gaststätte. Demnach griff „ein Pulk Autonome aus der Antifa-Bewegung unvermittelt die City-Kneipe Larifari an“.
In einem weiteren Angriff jagte eine Gruppe von ca. 30 bis 40 vermummten Personen, die nach Angaben der Polizei und Mutmaßungen verschiedener Medien „der linken Szene angehören“, vier Teilnehmer der Hogesa-Demonstration in der hannoverschen Nordstadt und attackierte diese mit Schlagstöcken und Pfefferspray. Durch Tritte auf die am Boden liegenden Opfer wurden diese schwer verletzt. Die Polizei ermittelt wegen versuchter Tötung.

### Köln am 25. Oktober 2015
Für den 25. Oktober meldete der Pro-NRW-Aktivist Roeseler die HoGeSa-Demonstration 2015 unter dem Namen „Köln 2.0“ an. Die Kölner Polizei hatte versucht, die Veranstaltung verbieten zu lassen. Das Oberverwaltungsgericht Münster gab den Hooligans am 21. Oktober 2015 aber Recht und genehmigte das erneute Treffen. Das Gericht belegte die Veranstaltung aber mit Einschränkungen. So durften die Teilnehmer nicht wie ursprünglich von „Köln 2.0“ gewünscht, durch die Kölner Innenstadt ziehen. Am 22. Oktober 2015 beschloss die Polizei, die Demonstration müsse am Barmer Platz im rechtsrheinischen Stadtteil Deutz abgehalten werden. Die Veranstalter reichten dagegen erfolglos vor dem Verwaltungsgericht Klage ein.
Angemeldet waren nach Angaben der Polizei 1.000 Teilnehmer; sie rechnete aber mit mehr. Nach WDR-Informationen waren 3.500 Beamte aus NRW und fünf weiteren Bundesländern, sowie Bundespolizei im Einsatz.
Letztlich demonstrierten 700 Hooligans in Deutz mit knapp 2 Stunden Verspätung, da sich vorher nicht ausreichend Ordner finden ließen, die weder vorbestraft noch alkoholisiert waren. Mehr als 15.000 Menschen nahmen an der Gegenkundgebung teil. Zu Gegenkundgebungen hatte ein breites Bündnis aus Parteien, Kirchen, dem 1. FC Köln, Karnevalsvereinen und andere aufgerufen. Ein Sprecher der Gegendemonstranten erinnerte bei der Kundgebung an das Attentat auf Henriette Reker am 17. Oktober 2015, nur eine Woche vor der HoGeSa-Demonstration.

### Dortmund am 8. Oktober 2016
Für den 8. Oktober 2016 meldete Marcel Kuschela, Mitbegründer von HoGeSa und Mitglied der Hooligan-Band VollKontaCt, eine Demonstration in Dortmund an und erhielt dafür den Auflagenbescheid, wobei jedoch ein Marsch durch die Innenstadt verboten worden war. Der Verein Gemeinsam Stark Deutschland, eine Abspaltung von HoGeSa, der vom Verfassungsschutz beobachtet wird, klagte gegen das Marschverbot, was das Oberverwaltungsgericht NRW zurückwies. Unterstützt wurde der Aufruf zur Demonstration von Dominik Horst Roeseler, der bereits 2014 in Dortmund dabei gewesen war. Das Motto des Protestzuges lautete „Schicht im Schacht - Gemeinsam gegen den Terror“.
An jenem Tag protestierten schließlich rund 500 Teilnehmer (davon 140 Rechtsextreme) am Hauptbahnhof Dortmund, wobei es zum vereinzelten Zeigen des Hitlergrußes kam. Es wurde aufgrund dessen ein Platzverweis erteilt und ein Teilnehmer nach Beleidigung von Polizisten vorläufig festgenommen. Bis zum Abend wurde des Weiteren ein Haftbefehl vollstreckt und drei Personen in Gewahrsam genommen. In einer Seitenstraße wurde offenbar ein Auto angezündet. Vor Ort protestierten bis zu 280 Gegendemonstranten des Bündnisses BlockaDO gegen den Aufmarsch. Mehr als 2000 Polizisten waren im Einsatz.

## Bewertung
Die Hooligans gegen Salafisten geben sich in ihrer Außendarstellung bürgerlich und suchen den Zusammenschluss mit der Mitte. Nach Angaben von Experten aus Politik und Polizei handelt es sich bei den Hooligans gegen Salafisten um einen bundesweiten Zusammenschluss von vor allem miteinander verfeindeten Gruppierungen der Hooligan-Szene, darunter ein Großteil gewaltbereiter Personen. Die Gruppierung sei aber auch ein Sammelbecken weiterer radikaler Kräfte. Sie sei nicht auf die Hooligan-Szene beschränkt, vielmehr versuchten auch rechtsextreme Parteien, darunter Pro NRW, Die Rechte sowie die NPD, Einfluss auf die Bewegung zu nehmen, wobei jedoch die Hooligans den Ton angeben. Nach den Ausschreitungen in Köln stellte sich der politisch rechtsorientierte, islamfeindliche Blog Politically Incorrect auf die Seite der HoGeSa. Parteimitglieder von Die Rechte und NPD schwärmten von dem Potenzial der Gruppe.
In Anbetracht der Demo am 26. Oktober wurde vor allem die neue Dimension der Gewaltbereitschaft registriert sowie das hohe Rekrutierungspotenzial der Hooligan-Szene. Der Polizeieinsatz gegen die Demo wurde von Ralf Jäger, dem Innenminister Nordrhein-Westfalens positiv bewertet, die Lage sei präzise eingeschätzt worden und die Polizisten hätten konsequent reagiert. Rechtsextreme und Hooligans verbinde, so Jäger, der „diffuse antimuslimische Rassismus, die Gewaltaffinität, ein radikaler Nationalismus und eine aggressive Männlichkeit“. Das Bundesamt für Verfassungsschutz kündigte an, zu prüfen, inwieweit Hooligans von extremistischen Gruppen instrumentalisiert werden. 2014 betonte der damalige Präsident des Bundesamts für Verfassungsschutz, Hans-Georg Maaßen, dass Hooligans bislang kein Beobachtungsobjekt für den Verfassungsschutz seien. Sie seien zum größten Teil „politisch indifferent“; ihre Werte seien „Bier trinken und prügeln“. Allerdings hätten Rechtsextremisten versucht, sich unter die Hooligans zu mischen.